# Comuna Pipirig, Neamț
Pipirig este o comună în județul Neamț, Moldova, România, formată din satele Boboiești, Dolhești, Leghin, Pâțâligeni, Pipirig (reședința), Pluton și Stânca.

## Geografie

### Așezare
Comuna se află în extremitatea nordică a județului, la limita cu județul Suceava, pe malurile râului Neamț în zona cursului său superior. Este străbătută de șoseaua națională DN15B, care leagă orașul Târgu Neamț de coada lacului Izvorul Muntelui.

### Suprafața
Cu o suprafață 19681 hectare în prezent, comuna Pipirig face parte din categoria comunelor mari ale județului Neamț. Astfel, 69% din suprafață este ocupată de păduri, terenurile agricole ocupă 26%, iar restul de 984 hectare sunt ocupate de drumuri, ape, case, curți de terenuri neproductive.

### Clima
Clima de aici se încadrează în cea a munților de înălțime mijlocie, cu temperaturi medii anuale de 4 - 60 C și cu precipitații anuale de cca. 800mm. Apele de suprafață sunt reprezentate de râul Neamț (Ozana) și de afluenții acestuia dintre care cei mai însemnați sunt râurile Pluton-Dolhești, Dobreanu și Secu.

### Vegetația
Vegetația aparține etajului pădurilor de fag în amestec cu conifere, iar molidul domină începând de la altitudinea de 1200 m. Partea superioară a culmilor muntoase este domeniul pajiștilor montane, secundare, care au favorizat de-a lungul timpului dezvoltarea păstoritului, ocupație de la care derivă însăși denumirea acestor munți.

### Fauna
Animalele sălbatice frecvente sunt cerbul, căpriorul, țapul, ciuta, porcul mistreț, ursul, pisica sălbatică, lupul, vulpea, bursucul, iar dintre animalele mai mărunte veverița, vidra, nevăstuica, dihorul, heldia; dintre răpitoarele cu pene mai numeroase sunt bufnița, gaița, uliul, cioara, iar dintre celelalte păsări găinușa , gotca, gotcanul. Mai rar, se puteau întâlni în zonă râsul, jderul, iepurele.

## Demografie
Componența etnică a comunei Pipirig
     Români (91,93%)
     Alte etnii (0%)
     Necunoscută (8,07%)
Componența confesională a comunei Pipirig
     Ortodocși (91,74%)
     Alte religii (0,13%)
     Necunoscută (8,13%)
Conform recensământului efectuat în 2021, populația comunei Pipirig se ridică la 8.352 de locuitori, în scădere față de recensământul anterior din 2011, când fuseseră înregistrați 8.372 de locuitori. Majoritatea locuitorilor sunt români (91,93%), iar pentru 8,07% nu se cunoaște apartenența etnică. Din punct de vedere confesional, majoritatea locuitorilor sunt ortodocși (91,74%), iar pentru 8,13% nu se cunoaște apartenența confesională.

## Politică și administrație
Comuna Pipirig este administrată de un primar și un consiliu local compus din 15 consilieri. Primarul, Vasile Dorneanu[*], de la Partidul Social Democrat, este în funcție din iunie 2017. Începând cu alegerile locale din 2024, consiliul local are următoarea componență pe partide politice:
|  | Partid                          | Consilieri | Componența Consiliului | Componența Consiliului | Componența Consiliului | Componența Consiliului | Componența Consiliului | Componența Consiliului | Componența Consiliului | Componența Consiliului | Componența Consiliului | Componența Consiliului | Componența Consiliului | Componența Consiliului |
|  | ------------------------------- | ---------- | ---------------------- | ---------------------- | ---------------------- | ---------------------- | ---------------------- | ---------------------- | ---------------------- | ---------------------- | ---------------------- | ---------------------- | ---------------------- | ---------------------- |
|  | Partidul Social Democrat        | 12         |                        |                        |                        |                        |                        |                        |                        |                        |                        |                        |                        |                        |
|  | Partidul Național Liberal       | 2          |                        |                        |                        |                        |                        |                        |                        |                        |                        |                        |                        |                        |
|  | Alianța pentru Unirea Românilor | 1          |                        |                        |                        |                        |                        |                        |                        |                        |                        |                        |                        |                        |

## Etimologie
Denumirea comunei Pipirig comportă mai multe variante: pe de o parte, se spune că acesta ar veni de la planta de apă („pipirig”) care crește în abundență în zonă; alții opinează că denumirea ar veni de la familia Pipirigeanu, mocani veniți din zona Prundul Bârgăului.
Privitor la numele satului Pluton , nu se știe exact originea acestuia. Unele surse spun că satul Pluton își trage numele de la o unitate militară (ploton) de greci sau turci, care au poposit mai mult timp aici în timpul răzmeriței din 1821. Alții spun că denumirea locului vine de la o specie de cerbi care în vorbirea locală veche se numeau „plotoni” și care se găseau în trecut în poienile de pe aceste meleaguri. Numele toponimului este tradus din limba slavă și înseamnă loc cu multe cervide (cerbărie). Denumirile de Agăpieni, Tărîțeni și Cujbeni sunt luate după cel mai răsărit gospodar care s-a așezat aici: Neculai Agapie, probabil de la Agapia, Iacob Tărâță, Luca Cujbă, venit de la Călugăreni.
Satul Dolhești își trage numele de la cel dintâi locuitor ce s-a așezat aici, Dolhăscu, de la care au rămas multe familii cu acest nume.
Tot așa, satul Pâțâligeni și-a luat numele de la locuitorul Pâțâliga.
Denumirea satului Stânca vine de la stâncile Dobreanu și Dobrenași.
Boboiești vine de la familia Baboi. Cătunul Dolia al acestui sat a aparținut de comuna Farcașa până în jurul anului 1900.

## Istorie
Prima dovadă istorică despre comuna Pipirig este încă din secolele al III-lea și al IV-lea, mărturie fiind faptul că în anul 1978, la marginea satului Leghin, în urma unor săpături arheologice s-a scos la iveală un cimitir ce cuprinde oseminte umane și animale, fragmente de ceramică și catarame de fier.
12 martie 1437: Ilie Voievod, domnul Moldovei, a stabilit hotarul moșiei “Munții”, arătând că : “[...] hotarul am început a alege din gura pârâului Mustei , în sus de Cetatea Neamțului, până la drumul Neamțului [...], până la gura Peperigului, apoi drept în Slatina, apoi obcina către obârșia Largului și a Farcașei [...] până la muntele de sub Hălăuca și gura Hălăucăi, apoi până la vârful Pâțigaiei și până la vârful Sihlei, la dealul Rusului și peste obârșia Nemțișorului drept la capul Pleșului și izvorul Mustei”.
27 iulie 1501: Ștefan cel Mare semnează un documentul prin care se împuternicesc călugării de la Mănăstirea Neamț să-și apere Muntele Farcașa până la Gura Largului, precum și ceilalți munți ai lor și să-și ia venitul cuvenit de la cei ce vor să pască oile sau să vâneze în braniștele lor.
12 ianuarie 1634: Moise Movilă face referire la ținutul Pipirigului întărind împrejurimile Mănăstirii Neamț: “Suret de pre un ispisoc de la Moisei Moghilă voievod din leat 7141 (1634) ghenarie 12 dini [...], iar de acolea piciorul țin gios până la gura Plotunului [...] în sus până la Slatina [...] până suptu Hălăucului ”.
Între anii 1772 – 1773 : un document oficial privind existența unei populații pe actuala arie a comunei Pipirig, este Catagrafia Moldovei din în care sunt menționate 38 de case sau 38 de birnici.
Între anii 1764 – 1790: mare parte din locuitorii din Țara Bârsei, Siliștea Sibiului, Sadova Câmpulungului, Vrancea precum și de pe Valea Bârgăului au lăsat totul – case, averi – și au plecat cu familiile și turmele lor spre Moldova, atrași fiind de intinsele plaiuri, de apele bune și de vetrele de sat străjuite de codri de nepătruns.
În anul 1820: în Cartografia Moldovei din sunt prezentate satele existente din acea perioadă și starea locuitorilor: “[...] șăd pe moșia M-rei Neamț, loc de munte, hrănindu-se cu alte moșii străine. Chiverniseala și aliverișul lor cu vite, lucrul mâinilor, starea lor de mijloc.”
La sfârșitul secolului al XIX-lea, comuna făcea parte din plasa de Sus-Mijlocul a județului Neamț și era formată din satele Pipirig, Plutonu, Boboești, Agapieni, Cujbeni, Dolhești, Pițilăgeni și Tărățeni, având în total 2582 de locuitori. În comună funcționau șase mori de apă, trei biserici, o școală mixtă la Pipirig și o școală de cătun la Pluton, având împreună 58 de elevi. Anuarul Socec din 1925 o consemnează în plasa Cetatea-Neamț a aceluiași județ, având 3868 de locuitori în satele Boboești, Dolhești, Pipirig, Pițiligeni, Pluton și Stânca.
În 1950, comuna a trecut în administrarea raionului Târgu Neamț din regiunea Bacău. În 1968, ea a revenit, în alcătuirea actuală, la județul Neamț, reînființat.

## Monumente istorice
Două obiective din comuna Pipirig sunt incluse în lista monumentelor istorice din județul Neamț ca monumente de interes local. Unul este clasificat ca monument de arhitectură — ansamblul bisericii „Sfântul Nicolae” (secolele al XIX-lea–al XX-lea) din satul Pipirig, ansamblu ce cuprinde biserica propriu-zisă construită în 1807 și turnul-clopotniță (1864). Celălalt obiectiv, clasificat ca monument de for public, este brânzăria lui David Creangă (secolul al XIX-lea) din satul Dolhești.

## Principalele activități
Ocupația de bază a locuitorilor din satele zonei a fost creșterea animalelor, îndelentnicire menționată de Dimitrie Cantemir „cei ce locuiesc în munți au oi, miere și poame din belșug” . Datorită faptului că suprafețele de fânețuri pentru recoltarea hranei pentru animale sunt numeroase, acest fapt a dus la definirea ocupației principale a locuitorilor.
În regiunea muntoasă a Carpaților Orientali, din care face parte și zona Pipirigului, condițiile geografice au fost prielnice practicării lucrului la pădure.
Lucrul pământului sau agricultura a fost relativ slab dezvoltată în satele cuprinse în zona Pipirigului. Ea a constituit de-a lungul veacurilor o ocupație secundară a populației de aici. Fără a avea o pondere principală, ca ocupație de bază, agricultura a fost o ocupație permanentă practicată de populația zonei.
Vânătoarea în zonă se practica, pe de o parte pentru valoarea economică a vânatului – carne, piele, blană, păr, pene – pe de altă parte, pentru stârpirea animalelor dăunătoare.

## Meșteșuguri sătești
Morăritul, una din cele mai vechi meserii se mai păstrează, dar vechile mori sunt înlocuite cu altele moderne, electrice. Acolo unde este piuă și ștaeză, este și moară, aceste industrii țărănești dezvoltându-se împreună.
Prin rotărit se înțelege prelucrarea tuturor pieselor care alcătuiesc căruța. Execuția roții este destul de complicată, meseria căpătând această denumire.
Dulgheria este tot o meserie foarte veche, datând din perioada feudală. Fiecare gospodar știa să-și lucreze singur casa, începând cu tăierea , cioplirea și fasonarea lemnului din pădure și terminănd cu clăditul corpului casei.
Tâmplăria este un meșteșug bine diferențiat și specializat, desprins de dulgherie.
Drănițitul constă în confecționarea draniței pentru acoperișuri.
Cizmăria a fost și încă mai este o meserie căutată. Se repară încălțămintea dar se execută și opinci sau mici obiecte din piele: curele, genți, încălțăminte .
Lumânăritul. Creșterea albinelor dădea posibilitatea obținerii materiei prime pentru producerea lumânărilor de ceară, făcute pentru iluminat ceremoniile religioase, nunți, botezuri și înmormântări.

## Instituții
Biserica „Sfântul Niculae” („ Catedrala munților” sau „Catedrala patriarhilor”) din centrul comunei Pipirig a fost construită între anii 1929-1950 și este ctitoria patriarhului Nicodim Munteanu.
Biserica de lemn din Popeni, Pipirig, a fost construită pe locul unui vechi paraclis ce aparținea de Mănăstirea Neamțului, în anul 1807. Hramul bisericii este Sfântul Nicolae. A avut parte de mai multe modificări, ultimele având loc în anii 1925 și 1990. Biserica se află pe noua listă a monumentelor istorice
Biserica cu hramul Sf. Apostoli Petru și Pavel și Sf. Mare Mucenic Dimitrie (1838) din Pluton este construită jumătate din zid, până la ferestre și jumătate din lemn.
În satul Boboiești se află o biserică din bârne ridicată din bârne de către enoriași, în timpul preotului Vasile Baboi.
Biserica avea o icoană a Sfântului Gheorghe care a fost în biserica din Cetatea Neamțului.
Biserica din Leghin cu hramul Sfantului Dumitru este adusă de la Călugăreni în anul 1959.
Biserica satului Stânca a fost ctitorită de către enoriași dupa anul 1990. Enoriasii acestui sat erau arondati bisericii din centrul comunei și celei din satul Popeni.
Școala din Pipirig poartă numele nemuritorului Ion Creangă.
„Școala din Ploton” a luat ființă în anul 1893.
Școala din Boboiești a fost înființată în 1903 când i s-a și făcut local propriu din fondul „Vasile Stroescu”.
Școala din Stânca a fost construită în anul 1922 în urma străduinței sătenilor.
Cooperativa Mihăieți a luat ființă în anul 1920 din inițiativa și prin munca stăruitoare a D-lui D. A. Gheorghiță . Scopul pentru care a luat ființă această cooperativă a fost exploatarea pădurilor din ocolul silvic Pipirig și Galu, pentru a îmbunătăți situația sub raport economic și cultural a sătenilor din comuna Pipirig, care din lipsă de moșii și terenuri proprii în jurul satului, nu s-au folosit de marea reformă agrară, rămânând ca să își câștige existența prin munca brațelor și cu vitele în pădurile statului.
Muzeul cu obiecte bisericești din Popeni a fost înființat în 2007, cu ocazia împlinirii a 200 de ani de la sfințierea primei biserici din Pipirig. Muzeul „adăposteaște colecția de obiecte bisericești: icoane de la 1776 și din secolul al XIX-lea, un sfânt chivot de la 1841, alte sfinte vase, precum și pomelnicele de la 1807 și nu numai găsite în clopotnița. Acestea dovedesc că la Pipirig, oamenii au fost creștini adevărați, păstrători ai credinței strămoșești.” Preot paroh Mihai Bistrițeanu

## Personalități
- Nicodim Munteanu (1864 - 1948), patriarh
- Ion Ciubuc - „omul lui Vodă” - face parte dintre gospodarii ce au întemeiat comuna Pipirig
- David Creangă - bunicul după mamă a lui Ion Creangă
- Corduneanu Neculai (1923 – 1984) a fost artist popular (cânta la "scripca")
- Gheorghiță A. Vasile a fost sculptor și pictor
- Dumitru Vacariu (n. 2 ianuarie 1933) este scriitor
- Gavarliu Neculai este rapsod popular, născut și locuitor al Pipirigului, cu numeroase apariții TV
- Potoceanu Rodica este scriitoare
- Țeșu Viorica - doctor în fiziologia plantelor
- Bursuc Stelian ( n. 31 octombrie 1961) este handbalist și profesor antrenor

## Referiri la comuna Pipirig
- Asachi, Gh., „Istoria Moldovei”, București 1883;
- Ciobanu M., Grosu, „Monumentele naturale din județul Neamț”, Piatra Neamț 1972;
- Creangă, I., „Amintiri din copilărie”;
- Dionisă, I., „Dicționarul geografic al județului Neamț” din 1895;
- Hogaș, C., „Pe drumuri de munte”;
- Constantin, L., „Locuri, oameni, școli de pe plaiurile nemțene ( fost județul Nemț). Călăuză pentru iubitorii de drumeție”, Piatra – Neamț, 1933;
- Vacariu, D., „Poteci fără întoarcere”;
- Vlahuță, A., „România pitorească”, Editura Minerva, București, 1929;
- Preotul paroh Mihai Bistriceanu,„Viața și activitatea Patriarhului Nicodim”.
- Pr. Prof. Vasile Sandu, ”Oameni de peste vremi. Slujitori în Catedrala Muntilor”.
- Anton, V., „Monografia satului Pluton”, Editura Alfa, Piatra-Neamț, 2009;
- Anton, V., „Ipostaze existențiale în lumea satului tradițional”, Editura Karuna, Bistrița, 2010 (coautor);
- Anton, V., „Ipostaze ale tradiției și modernizării în economia comunei Pipirig din județul Neamț de la începutul secolului al XX-lea până în prezent” - articol publicat în volumul „Economie regională : ipostaze rurale și urbane”,cood. Prof. Univ. Dr. Lumperdean, I.și colab., Editura Presa Universitară Clujeană,2012;
- Anton, C., Vrîncianu, A. și colab., „Pipirig-așezare pitorească” - articol publicat în volumul „Identitate Nemțeană”, Editura Cetatea Doamnei, Piatra-Neamț, 2012.